# Wisznice
Wisznice (biał. Вішніцы) – wieś w Polsce położona w województwie lubelskim, w powiecie bialskim, w gminie Wisznice. Wisznice leżą przy drodze krajowej nr 63 i drogach wojewódzkich nr 812 i nr 815. Przez miejscowość przepływa Zielawa, rzeka dorzecza Bugu, dopływ Krzny.
W latach 1579–1870 samodzielne miasto. W latach 1975–1998 miejscowość administracyjnie należała do województwa bialskopodlaskiego.
Wieś jest sołectwem, siedzibą gminy Wisznice. Jest także siedzibą rzymskokatolickiej parafii Przemienienia Pańskiego. Według Narodowego Spisu Powszechnego z roku 2011 wieś liczyła 1506 mieszkańców i była największą miejscowością gminy.

## Historia
Pierwsza wzmianka o miejscowości pochodzi z roku 1446. Prawa miejskie Wisznice uzyskały między 1511 a 1579 rokiem. W XIX w. należały do Sapiehów. W latach 1705 i 1836 miały miejsce wielkie pożary miasta. Wisznice przestały być miastem 24 grudnia 1869. Wisznice położone były w drugiej połowie XVI wieku w powiecie brzeskolitewskim województwa brzeskolitewskiego. Podczas I wojny światowej spalono 90% miejscowości.
Podczas okupacji hitlerowskiej, w czerwcu 1940 roku Niemcy utworzyli getto dla żydowskich mieszkańców. Przebywało w nim około 2500 osób. W listopadzie 1942 roku getto zostało ostatecznie zlikwidowane. Żydzi zostali wywiezieni do getta w Międzyrzecu Podlaskim oraz obozu zagłady w Treblince. 

## Sport
W Wisznicach działa klub sportowy GLKSiT Tytan Wisznice, w którym działają dwie sekcje: męska i żeńska. Największe sukcesy sekcji żeńskiej to:
- drugie miejsce w finale „Piłkarska kadra czeka” w roku 2008,
- trzecie miejsce w II lidze kobiet gr. lubelska.

W Wisznicach co roku w wakacje odbywają się zawody w siatkówce plażowej na szczeblu międzypowiatowym. 

## Zabytki[12]
- Zespół kościoła Przemienienia Pańskiego wraz z otaczającym drzewostanem, dawna plebania.
- Dawna cerkiew greckokatolicka, następnie kościół rzymskokatolicki św. Jerzego i Wniebowzięcia NMP, obecnie Centrum Kultury Chrześcijańskiej, wraz z otaczającym drzewostanem.
- Cmentarz unicki, po 1875 prawosławny, zamknięty.

## Wspólnoty wyznaniowe
- Kościół rzymskokatolicki (dekanat Wisznice):
  - parafia Przemienienia Pańskiego
- Świadkowie Jehowy:
  - zbór Wisznice, ul. Rynek 12, I piętro[13]

## Miasta partnerskie
- Airvault (Francja)[14].
- Sveio (Norwegia)[15].